# 马世龙
马世龙（1594年—1634年），字苍渊，宁夏卫（今宁夏银川）人。宁夏卫军籍，武举人出生，明末将领。

## 生平
武举人出身，早年為宣府（今河北宣化）游击，天启二年（1622年）擔任永平（今河北卢龙）副总兵，歷官都督佥事、三屯营（今河北迁西西北）总兵。孙承宗出镇辽东時，马世龙随行，担任山海（今河北山海关）总兵，统领关内外军马，與給事中林宗载等人發生衝突。天启五年（1625年）八月，因误信刘伯镪之言，派兵自娘娘宫渡河袭击耀州（今辽宁营口岳州村），造成柳河之役的潰敗，明军死伤400多人，鲁之甲与李承先均战死，马世龙被彈劾離職，孙承宗和喻安性被罢免。崇祯二年（1629年），后金大军入犯京畿，京城戒严，与孙承宗再度被起用，获赐尚方剑，总理诸路勤王大军。崇祯三年，进左都督，加太子少保、荫本卫世千户。不久，再度“以病归”养宁夏。
崇祯六年（1633年）五月，蒙古察哈爾部林丹汗连合河套各部大举进犯宁夏，宁夏总兵官贺虎臣战死，明廷任命马世龙代理宁夏总兵官。马世龙生长于宁夏，对宁夏山川、地理、形胜十分熟悉，加之攻防战备有方，半年之内，与来犯之敌在贺兰山一带和玉泉营、枣园堡等地数战皆捷，斩毙蒙古军队近3000级，威名大震西陲。崇祯七年（1634年），病逝。论功追赠太子太傅。
馬世龍有子馬獻圖、馬負圖、馬呈圖。其曾孫馬會伯、馬際伯、馬見伯、馬覿伯皆為清朝武官，其中馬會伯為武狀元，官至兵部尚書；馬際伯官至四川提督；馬見伯官至陝西提督；馬覿伯官至大同總兵。

## 延伸阅读
[在维基数据编辑]
 《明史卷二百七十》，出自《明史》